# Faire avec
Pour plus de détails, voir Fiche technique et Distribution.
Faire avec est un film français réalisé par Philippe Lasry, sorti en 2009.

## Fiche technique
- Titre : Faire avec
- Réalisation : Philippe Lasry
- Scénario : Philippe Lasry et Virginie Legeay
- Photographie : Nicolas Gaurin
- Son : Gautier Isern
- Musique : Christophe Marejano
- Montage : Céline Ameslon
- Production : Les Films de l'Astrophore
- Pays d'origine :  France
- Durée : 84 minutes
- Date de sortie : France - 12 octobre 2009

## Distribution
- Nathalie Richard
- Norah Krief
- Nicolas Bouchaud
- Sophie Forte
- Lucas Bonnifait
- Alice Michel
- Virginie Legeay
- Philippe Lasry